# Boross Csilla
Boross Csilla (Székesfehérvár) magyar operaénekes (drámai koloratúr- és spinto szoprán). Tanulmányait a budapesti Liszt Ferenc Zeneművészeti Egyetemen végezte, ahol énekművészi, valamint zongoratanári diplomát szerzett. 2003-ban Konstanzaként debütált a Szöktetés a szerájból című Mozart-daljátékban, a későbbiekben pedig magyar történelmi operák tragikus sorsú hősnőit (Gara Mária, Melinda) alakította. Később drámai szoprán szólamokban is bemutatkozott. Fellépett külföldön, a bel canto-, valamint a verista darabok mellett főként Verdi- és Puccini-operák női főszerepeit (Abigél, Aida, Violetta Valery, Valois Erzsébet, Amelia Grimaldi, Leonora di Vargas, Tosca, Cso-cso-szán, Manon Lescaut, Mimì, Angelica nővér, Giorgetta) formálta meg az elmúlt bő másfél évtizedben. Felléptett Wagner-operákban-, így a Tannhäuserben (Vénusz / Erzsébet), A bolygó hollandiban ('Senta). Dalrepertoárja a preklasszikusoktól a romantikusokon át a modernekig ível, mindezek mellett magyar kortárs szerzeményekben is fellép.

## Élete
2001-ben a Liszt Ferenc Zeneművészeti Egyetem magánének szakán végzett. Rendszeresen fellépett oratóriumkoncerteken és énekes-korrepetitorként is működött. 2003-ban Konstanza szerepében debütált a Káel Csaba rendezte Szöktetés a szerájból-produkcióban az Operaházban, később pedig a Hunyadi László Gara Máriájaként mutatkozott be Kelen Péter partnereként az Erkel Színház színpadán.
Férjével, Nagy Kálmánnal 1999-ben házasodtak össze. Egy gyermekük született, Boróka.

## Művészi pályafutása
2008-ban a brnói Janáček Színház operatársulatához szerződött, melynek tagja volt 2013-ig. Ebben az időben az operairodalom igényes lírai- és drámai szoprán szerepeit játszotta: Vénusz, Tatjána, Violetta Valéry, Lady Macbeth, Abigél, Aida, Mimì, Tosca, Cso-cso-szán. A brnói Tannhäuser-produkció vendégjáték keretében Japán több nagyvárosában – többek között Tokióban, a Bunka Kaikan hangversenyteremben– is bemutatásra került, ahol Vénuszként – később pedig Toscaként – lépett fel. Említett szerepeinek többségében hallhatta őt a prágai Nemzeti Színház (Národní divadlo Praha) közönsége is, a cseh fővárosban később új Mozart-szerepekkel gyarapította repertoárját (Elektra, Fiordiligi, Donna Anna). Brnóban Díva-díjjal, Prágában pedig − a Pillangókisasszonyban nyújtott alakításáért – a legmagasabb cseh kulturális kitüntetéssel, a Thália-díjjal ismerték el művészetét.
Nemzetközi karrierjének indulásában fontos állomást jelentett a Trieszti Operaház, ahol Verdi Traviatájával debütált mint vendégművész 2010-ben. Később fellépett Modena, Verona, Palermo, Torino, Pisa és Ravenna operaházaiban is. Szintén 2010-ben mutatkozott be a floridai Palm Beach Operában a Nabucco Abigéljeként. E szerepében lépett színpadra aztán Washingtonban, Philadelphiában és Pittsburghben is. 2011-ben Rómában az olasz nemzeti egység 150. évfordulóján Riccardo Muti vezényletével, Leo Nucci partnereként alakította a Nabucco női főszerepét, mely előadást az Olasz Állami Rádió és Televízió (RAI), valamint az ARTE televíziócsatorna élő, egyenes adásban közvetített. Rómában visszatérő vendégművész lett, pályája pedig később több ízben is találkozott az olasz karmesterével; Hindemith egyfelvonásosában, a Sancta Susannában Ravennában, az Aidában a finnországi Savonlinna Operafesztiválon valamint A két Foscari című korai Verdi-opera római előadásain dolgoztak együtt Mutival. Az évek leforgása alatt énekelt mások mellett Marco Armiliato, Paolo Arrivabeni, Jader Bignamini, Roberto Rizzi Brignoli, Marco Guidarini, Nicola Luisiotti, Donato Renzetti, John Fiore, Robert Tuohy, Jan Latham-Koenig, Philippe Auguin, Will Humburg, Edo de Waart, Tomáš Hanus, Tomáš Netopil, Ondrej Lénárd, Asher Fisch és Daniel Oren karmesteri pálcája alatt.
Az elkövetkező években újabb Verdi-hősnőket alakított a világ nagy szabadtéri és kőszínpadain; többek között Melbourne-ben Az álarcosbál Améliájaként lépett fel. Ezért 2014-ben elnyerte a rangos Green Room Award művészeti díjat. Shanghaiban az Attila Odabellájaként, Genfben A végzet hatalma Leonórájaként, a Simon Boccanegra Ameliájaként és a Don Carlos Valois Erzsébetjeként a Magyar Állami Operaházban állt színpadra.
A kínai Kantonban a Franco Zeffirelli által rendezett Aida címszerepét énekelte a milánói Scala vendégjátéka alkalmával. Lady Macbeth szerepében lépett fel újfent a Palm Beach Operában, hasonlóképp az ománi Maszkat Királyi Operaházban, valamint a Marseille-i Operaházban. 2019-ben Mexikóvárosban a Macbeth 1847-es ősváltozatában nyújtott alakításáról dicsérően írt az angol Opera magazin. Pályája során fellépett többek között Andrea Cigni, Giancarlo Cobelli, Federico Grazzini, Chiara Muti, Lorena Maza, Hugo de Ana, Thaddeus Strassberger, David Pountney, Ralf Långbacka, Roland Aeschlimann, Frédéric Bélier-Garcia, Arnaud Bernard, Jean-Paul Scarpitta, Bernard Uzan, Henning Brockhaus, Werner Herzog, Sergio Morabito, Jiří Heřman, Jiří Nekvasil, Tomáš Pilař, Mikó András, Yoshi Oida rendezők neve fémjelezte produkciókban, valamint a híres katalán társulat, a La Fura dels Baus előadásaiban.
A Verdi-szerepekkel párhuzamosan Puccini-hősnőként lépett fel a Római Operaház, a Caracalla-termák, valamint a Makaó Nemzetközi Zenei Fesztivál színpadán a Toscában. A Lyoni Operaházban Giorgettát alakította, a Triptichonban Angelica nővér volt.' Utóbbi produkciót a Mezzo televíziócsatorna közvetítette. Fellépett a Manon Lescautban a Berlioz Operaházban, Montpellierben, a Pillangókisasszonyban Brnóban, Prágában és a Kolozsvári Magyar Operában.
Donizetti Stuart Máriájának magyarországi ősbemutatóján Erzsébet szerepében debütál 2022-ben. Beugrással alakította az Andrea Chénier Maddalenáját a spanyolországi Peralada Operafesztiválon Carlos Álvarez és Marcello Álvarez partnereként, később ugyanebben a szerepben mutatkozott be egy torinói vendégjáték keretében Makaóban. Giocondát alakította Brnóban. A zenei romantika korának mesterműveiben is fellépet; a budapesti Operaházban a Tannhäuser Vénuszát és Erzsébetét alakította egyazon előadásokon párhuzamosan, 2020 nyarán pedig A bolygó hollandi Sentájával gyarapította tovább Wagner-szerepeinek sorát a címszereplő Tomasz Konieczny partnereként. A klasszikusokon túl 20. századi darabokban is fellép alkalomszerűen – akárcsak korábban a Hindemith-opera főszerepében –, A kékszakállú herceg vára Juditját énekelte a Limoges-i Operaházban.
Nem pusztán az operaházak, de a koncerttermek visszatérő vendége is külföldön és Magyarországon. Gazdag dalrepertoárja a preklasszikusoktól a romantikusokon át a modernekig ível; Bach passióit és kantátáit,  Berg, R. Strauss, Debussy, Ravel, Mahler, Schubert, Schumann, Wolf és Wagner dalait, dalciklusait is énekli. Mindenkor részt vállalt a magyar kortárs szerzemények, mások mellett a nemrégiben tragikusan fiatalon elhunyt zeneszerzőnő, Tallér Zsófia műveinek népszerűsítésében.

## Repertoárja
- Bartók Béla: A kékszakállú herceg vára – Judit
- Bellini: Norma – Norma
- Cilea: Adriana Lecouvreur – Adriana Lecouvreur
- Csajkovszkij: Anyegin – Tatjána
- Donizetti: Stuart Mária – Erzsébet
- Erkel Ferenc: Bánk bán – Melinda
- Erkel Ferenc: Hunyadi László – Gara Mária
- Giordano: Andrea Chénier – Maddalena
- Haydn: Halászlányok – Lesbina
- Händel: Julius Caesar Egyiptomban – Kleopátra
- Hindemith: Sancta Susanna – Susanna
- Wolfgang Amadeus Mozart: Così fan tutte – Fiordiligi
  - Don Giovanni – Donna Anna
  - Idomeneo – Elektra
  - Szöktetés a szerájból – Konstanza
- Ponchielli: Gioconda – Gioconda
- Puccini: A köpeny – Giorgetta
  - A Nyugat lánya – Minnie
  - Bohémélet – Mimì
  - Pillangókisasszony – Cso-cso-szán
  - Manon Lescaut – Manon Lescaut
  - Angelica nővér – Angelica nővér
  - Tosca – Floria Tosca
  - Turandot – Turandot
- Sztravinszkij: Mavra – Parasha
- Verdi: Aida – Aida
  - Attila – Odabella
  - Don Carlos – Valois Erzsébet
  - A két Foscari – Lucrezia Contarini
  - A végzet hatalma – Leonora di Vargas
  - Traviata – Violetta Valéry
  - Macbeth – Lady Macbeth
  - Nabucco – Abigél
  - Rigoletto – Gilda
  - Simon Boccanegra – Amelia Grimaldi
  - Az álarcosbál – Amelia
- Richard Wagner: A bolygó hollandi – Senta
- Richard Wagner: Tannhäuser – Vénusz / Erzsébet

## Díjai, kitüntetései
- 2010: Thália-díj – Prága
- 2010: Díva-díj 2009 – Brno[50]
- 2014: Green Room Award 2013 – Melbourne[51]
- 2016: A Magyar Érdemrend lovagkeresztje (Polgári tagozat) – Budapest